# Kane (Command and Conquer)
Pour les articles homonymes, voir Kane.
Kane est un personnage fictif de la saga Tibérium, l'un des univers des jeux vidéo Command and Conquer. Il y est le leader de la Confrérie de Nod.
Il est interprété par l'acteur Joseph D. Kucan (en).

## Description
Kane est un homme plutôt grand et chauve à la barbe discrète. Il porte souvent des vêtements noirs et une bague ornée du logo de la Confrérie du Nod.
La personnalité de Kane est énigmatique : il se présente comme prophète mais il voit les autres personnes comme des outils qu'il gratifie de récompenses s'ils lui sont « utiles » ou à tuer dès qu'il les considère comme « gênantes ».

## Biographie
L'une des principales théories sur les origines de Kane est la « théorie biblique » : Kane serait Caïn (Kane en anglais), le premier meurtrier de la Bible. Son action transparaît tout au long de l'Histoire via les actions de son organisation. Par exemple, l'assassinat de l'archiduc François-Ferdinand à Sarajevo, qui a déclenché la Première Guerre mondiale, serait dû à la Main noire, basée en Serbie. Chronologiquement, il fait sa première apparition dans Command and Conquer : Alerte rouge, en tant que conseiller de Staline. À la fin de la campagne soviétique, au palais de Buckingham, il tue Nadia, après que cette dernière ait empoisonné Staline, puis annonce la création de la confrérie du Nod.
Il apparaît en tant que leader de la Confrérie du Nod en 1995. Il disparaît dans la destruction du Temple de Sarajevo par le Canon à Ions du GDI. Il réapparaîtra au cours d'une scène mythique de Command and Conquer en 2030, défiguré, avant de disparaître une nouvelle fois à sa pyramide du Caire, empalé par le commandant McNeil du GDI. Tout laisse penser qu'il est récupéré par un cyborg de son IA, CABAL, puisqu'il réapparaît dans les cuves de ce dernier quelques années plus tard. Il réapparaît dans l'Amérique du Sud de 2035 toujours défiguré et seulement connu d'un cercle de fidèles. Il y rebâtira progressivement la Confrérie avant de faire sa réapparition devant le monde entier en 2047, depuis son Temple Prime de Serbie, alors que la Confrérie est sur le point d'écraser le GDI. Il est une nouvelle fois présumé mort lors de la destruction du Temple, mais il avait fui. Il se cachera aux environs de l'Armature Scrin, rebaptisée en son nom, dans le Sud de l'Italie. Il refera un énième retour en 2062, alors que l'humanité est sur le point de s'éteindre, pour s'allier avec le GDI.
Les mystères le concernant ont été révélés dans Command and Conquer 4 : Tiberian Twilight sorti en 2008.

## Apparitions
Kane apparaît dans les jeux suivants :
- Command and Conquer : Conflit du Tibérium
- Command and Conquer : Alerte rouge
- Command and Conquer : Soleil de Tiberium
  - Missions Hydre (extension du précédent)
- Command and Conquer: Renegade
- Command and Conquer: The First Decade
- Command and Conquer 3 : Les Guerres du Tiberium
  - Command and Conquer 3 : La Fureur de Kane (extension du précédent)
- Command and Conquer : Les Guerres du Tiberium (roman)
- Command and Conquer 4